# Ernest Decroix
Pour les articles homonymes, voir Decroix.

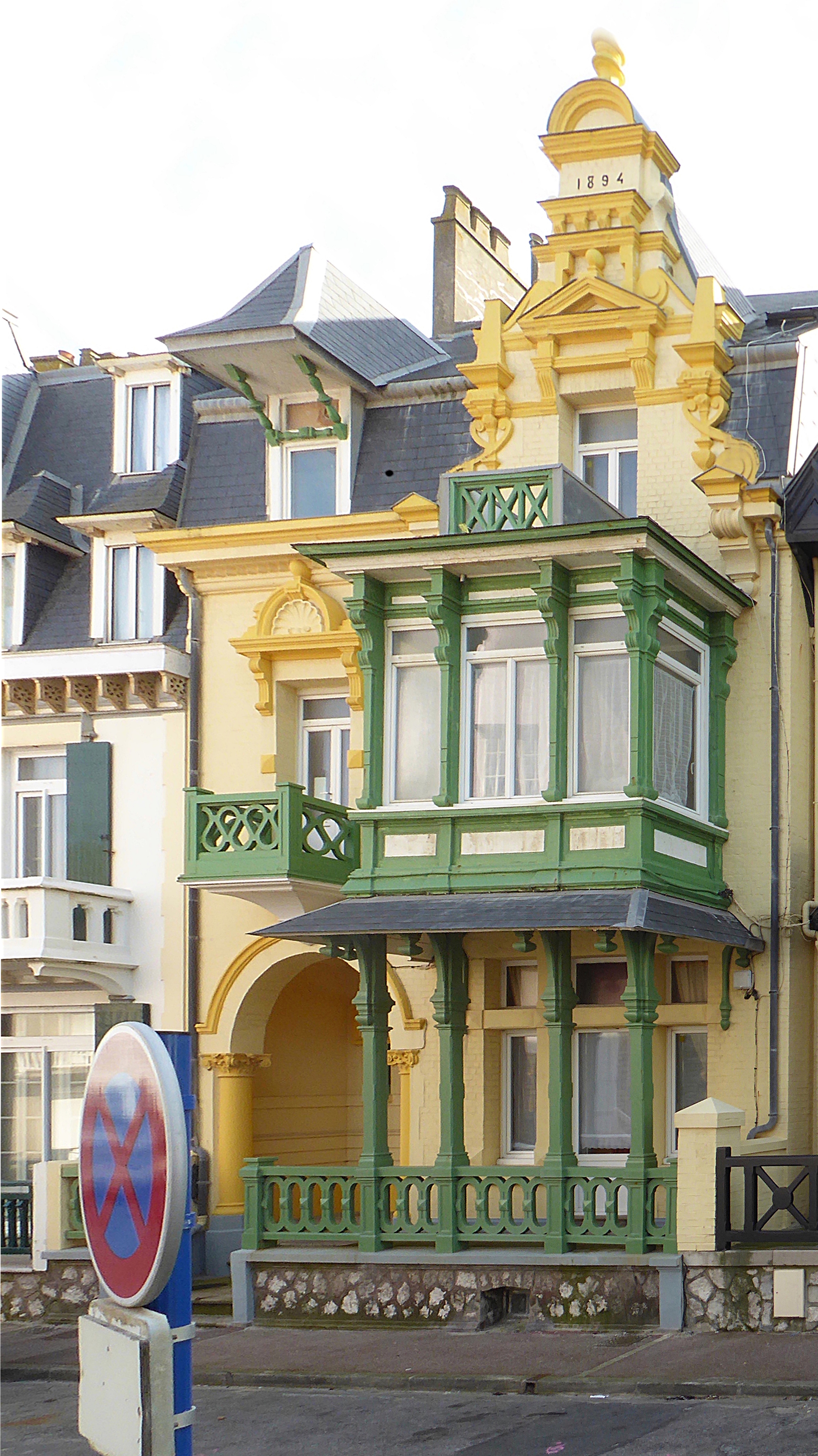
Villa Martin Pêcheur, Wimereux.

Ernest Louis Decroix, né en janvier 1844 à Calais et mort le 29 février 1908 dans la même ville, est un architecte français.

## Biographie
Ernest Decroix est le fils de André Decroix, natif de Saint-Omer, pharmacien à Calais. Son frère Charles était brasseur. Ernest Decroix demeurait 48 rue du Bout des Digues à Calais.
Il est architecte municipal pour la Ville de Calais. Il a réalisé l’Hôtel des postes face au parc Richelieu et le socle de la statue « Les Bourgeois de Calais » d’Auguste Rodin. Il construisit également à Saint-Omer, Boulogne-sur-Mer et Wimereux.
En 1887, son projet pour le concours de l'Hôtel de ville de Calais fut classé quatrième sur 95 dossiers. Le projet vainqueur étant trop coûteux, la construction ne se fit pas. En 1906, il révise son projet avec son collègue d’Amiens Edmond Douillet. Des contestations puis son décès font que le projet sera confié à Louis Debrouwer.
Il devient membre de la Société des architectes du Nord en 1884, lors de l'élargissement de périmètre de la société au Pas-de-Calais et à la Picardie.

## Réalisations notables
- 1885, Hôtel des Postes à Calais
- 1891-1895 Gymnase, actuellement bibliothèque de la Société des Antiquaires de La Morinie, 6 rue au Vent à Saint-Omer Inscrit MH [1]
- 1893-1895 Aile de la rue Gambetta de la bibliothèque et archives de Saint-Omer Inscrit MH [2]
- 1894 Villa Martin Pêcheur, 45 rue des Anglais, Wimereux Inscrit MH [3]
- 1898 Monument du Souvenir Français, boulevard du Prince Albert I, Boulogne-sur-Mer Inscrit MH [4]
- 1899 Tombeau du docteur Pierre-François Ovion, Cimetière de l’Est, Boulogne-sur-Mer Inscrit MH [5]